# Villons-les-Buissons
Villons-les-Buissons é uma comuna francesa na região administrativa da Normandia, no departamento Calvados. Estende-se por uma área de 3,77 km². Em 2010 a comuna tinha 776 habitantes (densidade: 205,8 hab./km²).